# Malin Åkerman
Malin Maria Åkerman er en svensk og amerikansk skuespiller. Hun optrådte først i mindre roller i både canadiske og amerikanske produktioner, herunder The Utopian Society og Harold & Kumar Go to White Castle.
I 2024 var hun vært på Eurovision Song Contest i Malmø sammen med Petra Mede.